# Франк (фирма)
Франк ДД је фирма из Хрватске за производњу кафе, чаја и прашкастих производа.
Фирма је основана 1892. године у Загребу, као дио њемачког мултинационалног предузећа "Heinrich Franck Söhne". С радом је започела 21. јуна 1883. године. До Другога свјетског рата Франк се бавио производњом кафе и производа од кафе, а последњих 50 година у жељи за унапријеђењем производње примјењујући разне иновације, Франк је проширио свој асортиман чајевима, грицкалицама, зачинима, прашкастим производима, производима за колаче, шећером и додацима за јела. Након приватизације 1992. године Франк је прешао у стопроцентно власништво радника и службеника и започео еру модернизације. Истиче се бројним иновацијама на тржишту попут мљевене кафе Франк Крема која се може припремити као инстант напитак, напитака од екстракта чаја КулАп (CollUp!) који се припремају с хладном водом или Франк кафе капучина.
Године 2015, Франк је ушао у партнерство с Интерснеком и основао фирму са заједничким улагањем за производњу и дистрибуцију грицкалица под називом Адриа Снек Компанија ДОО. 2018. Франк се повукао са тржишта грицкалица и продао читаву ову категорију производа Интерснеку.

## Занимљивости
Франк се рекламирао ћирилићним писмом у Дубровнику 1897. (календар Срба католика из Дубровника Дубровник).